# Cheumatopsyche piljanae
Cheumatopsyche piljanae är en nattsländeart som beskrevs av Wolfram Mey 1999. Cheumatopsyche piljanae ingår i släktet Cheumatopsyche och familjen ryssjenattsländor. Inga underarter finns listade i Catalogue of Life.